# Altheim, Österrike
Altheim är en stadskommun i distriktet Braunau am Inn i förbundslandet Oberösterreich i Österrike. Kommunen har 5 055 invånare (2024)
Kommunen består av 15 orter (Ortschaften) (inom parentes invånarantal 1 januari 2024):

- Altheim (4 388)
- Diepolding (39)
- Englwertsham (16)
- Gallenberg (76)
- Gaugsham (49)
- Kling (19)
- Lehen (71)
- Lüfteneck (27)
- Mauernberg (66)
- Schwaig (14)
- Stern (114)
- Wagham (123)
- Weidenthal (18)
- Weirading (8)
- Wolfegg (27)